# Движение свободы Коста-Рики
Движение свободы Коста-Рики (исп. Movimiento Costa Rica Libre) — коста-риканская ультраправая антикоммунистическая организация. Являлось национальным отделением ВАКЛ. Активно боролось против коста-риканской компартии, левых сил и никарагуанских сандинистов. С 1990-х перешло на позиции национал-консерватизма и правого либертарианства.

## Политическая предыстория
В 1931 в Коста-Рике была создана Нацистская партия (PNCR), ориентированная на НСДАП. Членами партии были в основном лица немецкого и итальянского происхождения. PNCR активно вела нацистскую и фашистскую пропаганду, лоббировала политические интересы нацистской Германии и фашистской Италии в Центральной Америке. Основной политической установкой партии являлся агрессивный антисемитизм.
Из всех стран Западного полушария государства «Оси» располагали наиболее прочными позициями именно в Аргентине и Коста-Рике. Лидер PNCR Макс Эффингер занимал пост комиссара по вопросам иммиграции при президенте Леоне Кортесе. С нацистами сотрудничал известный журналист Отилио Улате, будущий президент Коста-Рики. Партия обладала серьёзными позициями в традиционной креольской элите, среди коммерсантов, землевладельцев и военных.
Однако в 1941 после нападения на Пёрл-Харбор коста-риканское правительство Рафаэля Кальдерона примкнуло к Антигитлеровской коалиции. Коста-риканские немцы и итальянцы подверглись преследованиям. Деятельность PNCR прекратилась.
Во время гражданской войны 1948 коста-риканские ультраправые во главе с Фрэнком Маршаллом Хименесом и Эдгаром Кардоной Киросом выступили против президента Кальдерона, в поддержку Хосе Фигереса Феррера. Кальдерон олицетворял левые силы социал-демократического толка, на его стороне выступала коммунистическая партия Народный авангард (PVP). Вокруг Фигереса сгруппировались коста-риканские антикоммунисты. Коалиция сторонников Фигереса одержала победу. Маршалл Хименес стал начальником армейского генштаба, Кардона Кирос — министром общественной безопасности. Однако уже в 1949 Кардона организовал неудачный военный мятеж против президента Фигереса, усмотрев в его политике левые социалистические черты. Маршалл Хименес в 1957 учредил правонационалистическую партию Гражданский революционный союз (UCR).
После гражданской войны положение в Коста-Рике быстро стабилизировалось. Политическая система функционировала на основе парламентской демократии. Это не способствовало активности радикалов, как левых, так и правых. Ситуацию изменила Кубинская революция. На рубеже 1950—1960-х ультралевые вдохновились примером Фиделя Кастро и Че Гевары, ультраправые консолидировались для сопротивления.

## Движение ультраправого радикализма

### Создание и идеология
Движение свободы Коста-Рики (Movimiento Costa Rica Libre, MCRL) было учреждено ультраправыми активистами в 1961. Инициатором выступил Эдгар Кардона Кирос. Его активно поддержали юрист Берналь Урбина Пинто, братья-предприниматели Родольфо и Эрнан Роблесы. Пост председателя занял Урбина Пинто. Финансовую поддержку предоставили крупные бизнес-структуры Сан-Хосе — коммерческие сети Pozuelo и Más X Menos.
Идеологической основой MCRL стал крайний антикоммунизм. Организация объявила всемерное противостояние попыткам установить в Коста-Рике просоветский режим кубинского типа. Главным врагом была обозначена PVP, которая рассматривалась как агент иностранных коммунистических государств.
В то же время в организации были явственно выражены неофашистские тенденции. В значительной степени наследовалась и традиция PNCR, проявлялись расистские черты. В материалах MCRL подчёркивалась «связь международного коммунизма с неграми». Членами организации могли быть только белые костариканцы, причём не допускались евреи. Однако антисемитизм в MCRL постепенно сходил на нет, поскольку Урбина Пинто установил оперативное сотрудничество с правыми кругами Израиля.

### Структура и действия
MCRL имело квалифицирующие признаки политической партии, но позиционировалось как гражданское движение. Избирательному процессу уделялось мало внимания. Однако движение вело активную пропаганду, организационную деятельность, проводило уличные акции праворадикального и антикоммунистического характера. В борьбе с PVP применялись силовые методы. Ультраправые активно проникали в массовые общественные и профессиональные организации, особенно водителей такси. Идеологи MCRL подчёркивали, что фашистское движение опирается и на миллионеров, и на рабочих.
С MCRL были аффилированы несколько гражданских организаций — Коста-риканская демократическая ассоциация, Коста-риканская демократическая молодёжь, Коста-риканский институт частного сектора, Гражданский комитет защиты национального достоинства, Союз солидарности. Объединяющей основой являлись национализм и антикоммунизм, единым лозунгом: Во имя любви к Коста-Рике — смерть коммунизму! На позициях MCRL стояла популярная газета La Nación. Массовый характер под руководством MCRL приобрела Organización para la Emergencia Nacional (OPEN) — Организация национальной чрезвычайной ситуации: парамилитарное крестьянское ополчение, обученное основам контрповстанческой войны.
В Сан-Хосе действовали силовые группы «Трезубов» и «Голубых беретов», совершавшие нападения на коммунистов и левых. Комментаторы отмечали, что штурмовые подразделения MCRL подготовлены не хуже вооружённых сил Коста-Рики и являют собой военную элиту страны. Ближайшим союзником MCRL являлся Патриотический союз Фрэнка Маршалла Хименеса — военизированная организация, созданная на основе UCR.
В 1966 была создана Всемирная антикоммунистическая лига (ВАКЛ). Движение свободы Коста-Рики стало активным членом этой международной организации. Берналь Урбина Пинто принадлежал к руководящим деятелям ВАКЛ. Было установлено тесное сотрудничество с мексиканскими Текос, гватемальскими Движением национального освобождения и Mano Blanca, сальвадорскими ORDEN, UGB, впоследствии ARENA. Деловые связи поддерживались с посольством США. Сильным стимулом стал в 1963 визит в Коста-Рику президента США Джона Кеннеди — Центральная Америка стала восприниматься как один из ключевых участков мирового антикоммунистического противостояния.

## Против никарагуанского сандинизма
Максимальная активность MCRL развилась в 1980-е, после Сандинистской революции. Коста-риканские ультраправые рассматривали приход СФНО к власти в Никарагуа как часть плана коммунистического захвата Центральной Америки. MCRL всецело поддерживало движение контрас в никарагуанской гражданской войне. При участии ЦРУ в Коста-Рике была создана база снабжения контрас. При этом поддержка касалась правых Никарагуанских демократических сил, базировавшихся в Гондурасе. К Революционно-демократическому альянсу Эдена Пасторы, действовавшему с территории Коста-Рики, отношение было настороженным из-за левых взглядов Пасторы.
Ультраправые боевики дважды — в 1981 и 1985 — атаковали никарагуанское посольство в Сан-Хосе. Движение свободы Коста-Рики требовало разрыва дипломатических отношений с СССР. С помощью израильских инструкторов, кубинских эмигрантов и чилийских ветеранов PyL в MCRL были сформированы антисандинистские военизированные подразделения. Члены организации проходили курсы освоения оружия, строевой подготовки, боевых искусств и военного альпинизма. Демократическая ассоциация северных чоротега патрулировала границу с Никарагуа. Демократическая ассоциация северных уэтаров силовыми методами подавляла левые крестьянские и забастовочные движения, поддерживаемые сандинистами. Была совершена диверсия на станции, подававшей электроэнергию в Никарагуа.

## Консервативно-либертарианская эволюция
Спад активности и внутренний кризис начались в MCRL с 1990-х — после поражения сандинистов на свободных выборах в Никарагуа, распада СССР, дезактуализации коммунистической угрозы и окончания Холодной войны. Стали сказываться и внутренние противоречия. Представители нацистского крыла не могли простить Урбине Пинто сотрудничества с Израилем. Идеологически твёрдые ультраправые возмущались тактическими альянсами Урбины Пинто с влиятельными левыми политиками — социал-демократом Исааком Фелипе Асофейфой и коммунистом Родриго Гутьерресом. Раздражение рядовых боевиков, особенно выходцев из низов, вызывал демонстративно элитный стиль жизни руководителей. Однако Движение свободы Коста-Рики сохраняло организационную структуру и продолжало политическую деятельность, в том числе уличные акции. Так, в октябре 1997 боевики MCRL срывали мероприятия памяти Че Гевары к 30-летию его гибели.
После смерти Берналя Урбины Пинто лидером MCRL стал его сын Альберто Пинто Монтуриоль, известный юрист и журналист. Под его руководством движение несколько эволюционировало от неофашизма к национал-консерватизму и правому либертарианству. В 2005 MCRL активно выступило за создание зоны свободной торговли с США, против «антидемократической позиции профсоюзов». Аналитики левого направления и профсоюзные лидеры высказывали опасения, что MCRL вновь может вывести на улицы боевиков — как «силовая структура правых кругов проамериканской олигархии».
В 2009 Пинто Монтуриоль резко осудил восстановление дипломатических отношений между Коста-Рикой и Кубой. Жёсткую позицию занимает MCRL в территориальном конфликте с Никарагуа (где в 2006 к власти вернулся СФНО) из-за острова Калеро.
Во внутренней политике Движение свободы Коста-Рики жёстко выступает против коммунистов и Широкого фронта, резко критикует левоцентристские партии и профсоюзные организации. В этих силах MCRL видит лобби «социализма XXI века», наследующего коммунизму. Подчёркивается верность движения праворадикальным традициям. Выдвигаются лозунги защиты семейных ценностей, жёсткой борьбы с преступностью и наркобизнесом.